# São Roque do Pico
São Roque do Pico (San Roque del Pico) es un municipio situado en la isla del Pico, región autónoma de las Azores. Según el censo de 2021, tiene una población de 3220 habitantes.
Tiene una superficie de 144,31 km² y está subdividido en cinco freguesias. Fue creado en 1542. Limita al sur con el municipio de Lajes do Pico y al oeste con Madalena. Al norte tiene el litoral del océano Atlántico.
Su sede es la villa homónima, que tiene una población de 1275 habitantes.

## Población
| Población del municipio de São Roque do Pico (1849-2021) | Población del municipio de São Roque do Pico (1849-2021) | Población del municipio de São Roque do Pico (1849-2021) | Población del municipio de São Roque do Pico (1849-2021) | Población del municipio de São Roque do Pico (1849-2021) | Población del municipio de São Roque do Pico (1849-2021) | Población del municipio de São Roque do Pico (1849-2021) | Población del municipio de São Roque do Pico (1849-2021) |      |
| -------------------------------------------------------- | -------------------------------------------------------- | -------------------------------------------------------- | -------------------------------------------------------- | -------------------------------------------------------- | -------------------------------------------------------- | -------------------------------------------------------- | -------------------------------------------------------- | ---- |
| 1849                                                     | 1900                                                     | 1930                                                     | 1960                                                     | 1981                                                     | 1991                                                     | 2001                                                     | 2004                                                     | 2021 |
| 7618                                                     | 6314                                                     | 5112                                                     | 5292                                                     | 3678                                                     | 3675                                                     | 3629                                                     | 3705                                                     | 3220 |

## Geografía
Las freguesías de São Roque do Pico son las siguientes:
- Prainha
- Santa Luzia
- Santo Amaro
- Santo António
- São Roque do Pico